# Camerun britannico
Il Camerun britannico (in inglese British Cameroon o British Cameroons) è stato un territorio sorto nel 1922 dallo smembramento del Camerun tedesco, che aveva portato alla contestuale nascita del Camerun francese. Il territorio era amministrato dal Regno Unito sotto forma di mandato della Società delle Nazioni.
A seguito di un referendum tenutosi l'11 febbraio 1961 fu decisa la riunificazione della parte meridionale della colonia nel neonato Camerun indipendente, mentre l'area centro-settentrionale, a maggioranza musulmana, optò per l'annessione alla Nigeria.

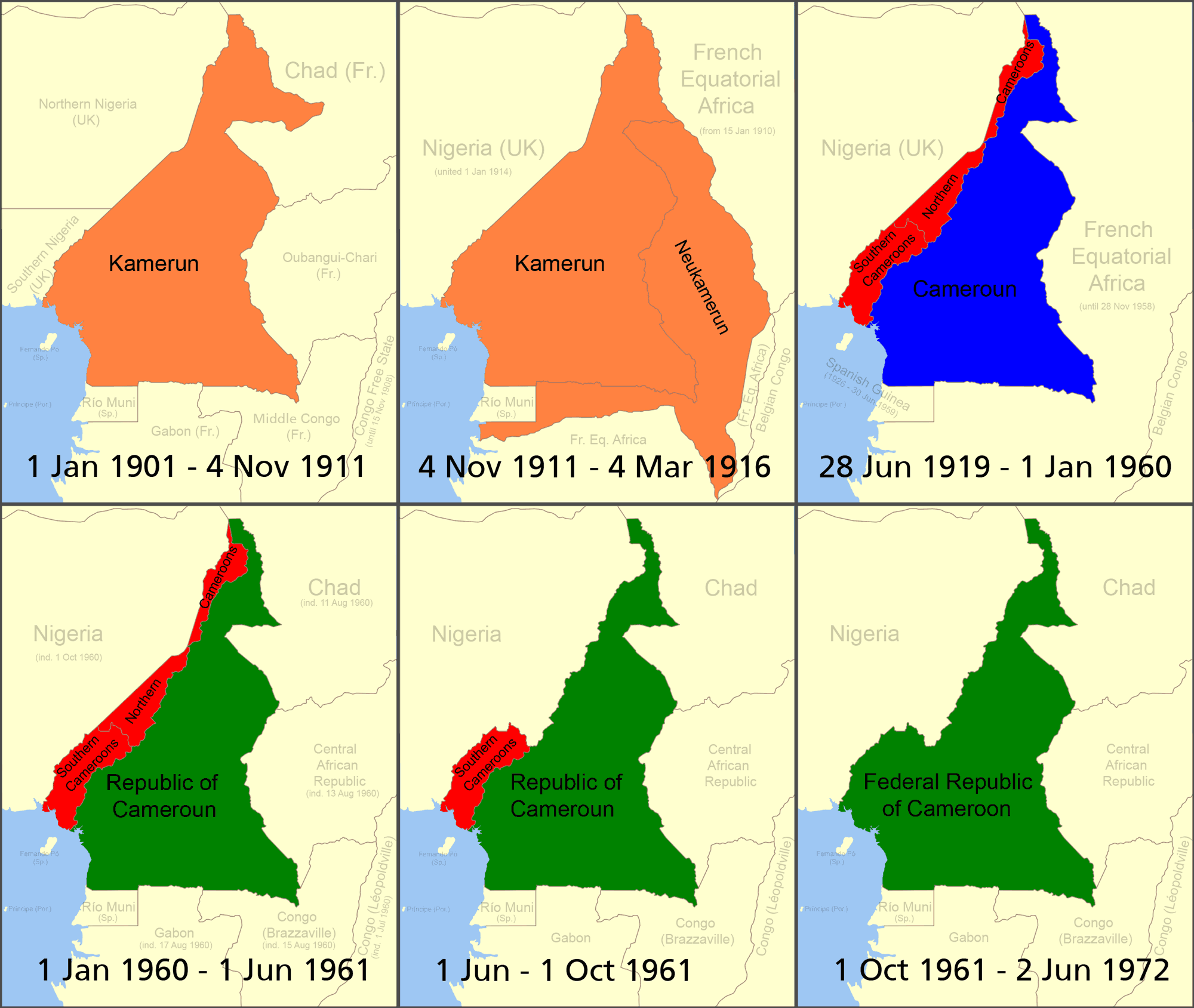
Evoluzione delle frontiere del Camerun tra il 1901 ed il 1972
Camerun tedesco
Camerun britannico
Camerun francese
Camerun indipendente

     Camerun tedesco
     Camerun britannico
     Camerun francese
     Camerun indipendente

## Economia
A livello commerciale, il Camerun britannico era strettamente connesso all'economia della Nigeria britannica. Le principali esportazioni negli anni 1950 erano costituite da banane, cacao, caucciù e noci di palma.
Particolarmente importanti erano le piantagioni di banane del Monte Camerun, rilanciate negli anni 1930..